# 弗罗西诺内省
弗罗西诺内省（義大利語：Provincia di Frosinone）是意大利拉齐奥大区的一个省，首府弗罗西诺内，人口489,042（2005年）。